# Michel Dupuy (homme politique, 1930)
Pour les articles homonymes, voir Michel Dupuy et Dupuy.
Michel Dupuy, né le 11 janvier 1930 à Paris et mort le 9 juillet 2023 à Boucherville, fut un diplomate, homme politique, conseiller en politique étrangère, conseiller politique et homme politique fédéral du Québec.

## Biographie
Fils de Pierre Dupuy, diplomate entré au Ministère des affaires extérieures à Ottawa au début des années 1950, puis commissaire général de l'Expo 67, Michel Dupuy naquit le 11 janvier 1930 à Paris et fut un diplomate canadien en représentant le Canada aux Nations unies de 1980 à 1981 et en France de 1981 à 1985.
Il tenta de devenir député du Parti libéral du Canada dans la circonscription fédérale de Longueuil en 1988 mais fut défait par le progressiste-conservateur Nic Leblanc. Élu dans Laval-Ouest en 1993, il ne se représenta pas en 1997.
Durant sa carrière parlementaire, il fut ministre du Multiculturalisme et de la Citoyenneté ainsi que ministre des Communications de 1993 à 1996. Il lui fut reproché d'avoir présenté ses doléances au Conseil de la radiodiffusion et des télécommunications canadiennes (CRTC) alors qu'il était ministre responsable de cette agence. Cet évènement entraînera son limogeage par Jean Chrétien.
Ses deux fils issus d'un premier mariage habitent en France. En 1993, il épouse l'historienne Micheline d'Allaire, qui avait d'ailleurs été la deuxième épouse de l'historien Marcel Trudel.
Aussi romancier, il publie La source et le feu en 1954, Le général de Maransard en 2005 (Méridien), Nous deux à Matmata : enquête sur un crime insolite en 2002 (Éditions du Méridien), Amour infidèles en 2015, Diplomate de père en fils en 2011 et Au-delà en 2021.
Il mourut le 9 juillet 2023 à Boucherville, à l'âge de 93 ans.